# Ахіако

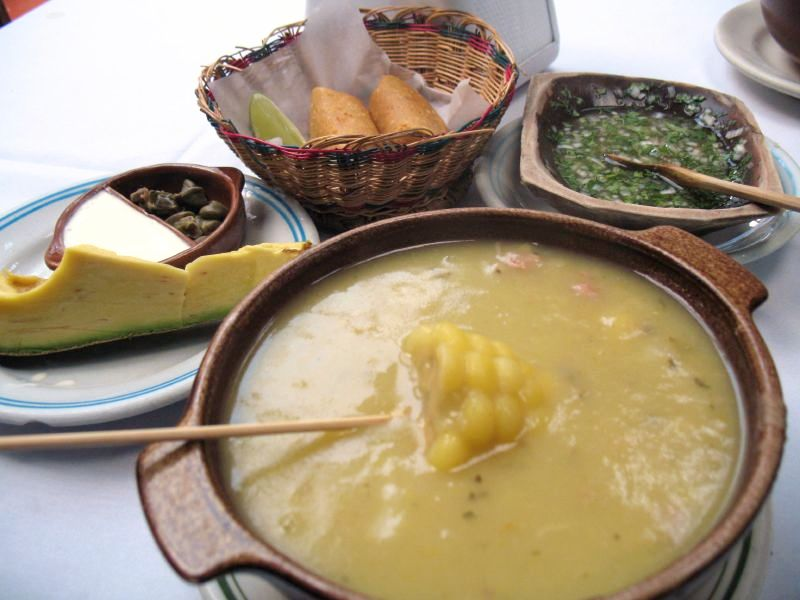
Боготське ахіако

Ахіако (ісп. ajiaco) — традиційний колумбійський картопляний суп. Існує в кількох регіональних варіантах, найвідомішим є «боготське ахіако» (ajiaco santafereño) — від назви міста Санта-Фе-де-Богота, столиці Колумбії. 

## Приготування
Зазвичай цей суп містить шматочки курятини на кістці, великі шматки кукурудзи на качані, два-три типи картоплі («креольська картопля» з маленькими картоплинами, що розварюються та роблять суп густішим, маслянисті картоплини сорту «сабанера» і м'які картоплини сорту «пастуса») та «ґуаска» (guasca, галінсога дрібноквіткова), ароматна трав'яниста рослина, поширена по всій Америці, що надає страві характерний смак. При приготуванні страви в інших країнах часто замість ґуаски додається орегано.
Ахіако зазвичай подається із сметаною, каперсами та авокадо, що домішуються до супу безпосередньо перед поданням. Часто разом з супом подається рис. Ахіако зазвичай вважається головною стравою.
Інші варіанти ахіако, що існують в інших районах Колумбії та інших країнах Латинської Америки, помітно відрізняються від боготського варіанту. Зокрема, варіант ахіако існує на Кубі, де має вигляд печені.

## Назва
Назва страви ймовірно походить від слова «ахі» мови таїно, що означає «гострий перець», яке потрапило до інших мов південноамериканських індіанців. Хоча сучасний ахіако не містить перцю, назва могла бути перейнята у іншої індіанської страви.